# Gérard Buchheit
Gérard Buchheit (né le 30 septembre 1948 à Haguenau) est un athlète français, spécialiste du 3 000 m steeple.

## Biographie
Membre de l'équipe de France des espoirs, il suspend sa carrière de juillet 1968 à avril 1970 du fait principalement de son service militaire accompli au Premier régiment des Spahis à Spier en Allemagne fédérale ; il devient par la suite moniteur d'éducation physique en Alsace (*). 
Quatre fois champion de France du 3 000 m steeple, de 1972 à 1975, Gérard Buchheit améliore le record de France du 3 000 m steeple le 14 septembre 1973 à Bruxelles, en établissant le temps de 8 min 23 s 6. 
Il participe aux Jeux olympiques de 1972 à Munich où il s'incline dès les séries du 3 000 m steeple.
Fin 1973, ses meilleurs temps sont de 3 min 45 s 2 sur le 1500 mètres et de 13 min 46 s 2 sur le 5000 mètres [2].
En 1975, l'athlète alsacien est le deuxième performeur français sur le 3000 m steeple en 8 min 35 s 6 derrière son rival Jean-Paul Villain [3].

### Palmarès
- Championnats de France :
  - 3 000 m steeple : vainqueur en 1972, 1973, 1974 et 1975.

### Records
| Épreuve         | Performance  | Lieu      | Date              |
| --------------- | ------------ | --------- | ----------------- |
| 3 000 m steeple | 8 min 23 s 6 | Bruxelles | 14 septembre 1973 |